# حشره‌خوار گوش‌کوچک اکوادوری
 حشره‌خوار گوش‌کوچک اکوادوری (نام علمی: Cryptotis equatoris) نام یک گونه از سرده حشره‌خوار گوش‌کوچک است.